# Ptolémée l'Historien
Pour les articles homonymes, voir Ptolémée (homonymie).

Ptolémée l'Historien est un auteur du Ier siècle av. J.-C. cité dans l’ouvrage De Adfinium Vocabulorum Differentia traditionnellement attribué à Ammonios. Ptolémée y est présenté comme l’auteur d’une « histoire du roi Hérode ». Certains chercheurs proposent de  l’identifier au grammairien Ptolémée d'Ascalon.